# Штрумпфови (филм)
Штрумпфови (енгл. The Smurfs) америчка је 3Д играна/рачунарски-анимирана филмска комедија из 2011. године темељена на истоименом серијалу стрипова створеном од стране белгијског цртача стрипова Пеје. Филм је режирао Раџа Гознел, а главне улоге у филму тумачили су Ханк Азарија, Нил Патрик Харис, Џејма Мејс и Софија Вергара, док су гласове позајмили Џонатан Винтерс, Кејти Пери, Џорџ Лопез, Антон Јелчин, Фред Армисен и Алан Каминг. Ово је први играно-анимирани филм снимљен у продукцији Sony Pictures Animation-а, као и први од два играно-анимирана филма о Штрумпфовима. Филм прати Штрумпфове који су се изгубили у Њујорку, и покушавају да пронађу начин да се врате у своје село пре него што их Гаргамел ухвати.
После пет година преговора, Џордан Кернер је 2002. године купио права за снимање, а филм је ушао у развој уз помоћ студија Paramount Pictures и Nickelodeon Movies, све док Columbia Pictures и Sony Pictures Animation нису стекли права на филм, 2008. године. Снимање је почело у марту 2010. године у Њујорку.
Након што је датум изласка промењен три пута, филм је коначно објављен 29. јула 2011. године. У Србији је премијера филма била 10. августа 2011. године. Дистрибуцију је радио Tuck, а синхронизацију на српски студио Мириус. Режирао ју је Драган Вујић. Иако је филм добио углавном негативне критике, био је финансијски успешан са зарадом од преко 563 милиона долара широм света, поставши 9. филм с највећом зарадом 2011. године. Наставак филма, назван Штрумпфови 2, објављен је 31. јула 2013. године.

## Радња
Када зли чаробњак по имену Гаргамел појури мале, плаве Штрумпфове изван њиховог села, они из свог чаробног света упадају у људски. У ствари, нађу се насред Сентрал парка у Њујорку. Високи као три јабуке, а заробљени у Великој јабуци, Штрумпфови покушавају да пронађу начин да се врате у своје село пре него што им Гаргамел уђе у траг.

## Улоге
| Лик             | Глумац           | Српски глас         |
| --------------- | ---------------- | ------------------- |
| Велики Штрумпф  | Џонатан Винтерс  | Слободан Нинковић   |
| Небојша         | Алан Каминг      | Марко Марковић      |
| Штрумпфета      | Кејти Пери       | Мина Лазаревић      |
| Кефало          | Фред Армисен     | Милан Антонић       |
| Мргуд           | Џорџ Лопез       | Никола Булатовић    |
| Трапа           | Антон Јелчин     | Слободан Стефановић |
| Гаргамел        | Ханк Азарија     | Драган Вујић        |
| Патрик Винслоу  | Нил Патрик Харис | Небојша Миловановић |
| Грејс Винслоу   | Џејма Мејс       | Јадранка Пејановић  |
| Одила           | Софија Вергара   | Душица Новаковић    |
| Грицко          | Кенан Томпсон    | Милан Тубић         |
| Чекићар         | Џеф Фоксворти    |                     |
| Лицко           | Џон Оливер       | Милан Тубић         |
| Шеф             | Волфганг Пак     |                     |
| Грубер          | Гари Басараба    |                     |
| Шаљивко         | Пол Рубенс       |                     |
| Пекар           | Би Џеј Новак     |                     |
| Штрумпф наратор | Том Кејн         | Дејан Ђуровић       |
| Луди штрумпф    | Џон Касир        |                     |
| Фармер          | Џоел Макрари     |                     |
| Азраел          | Френк Велкер     |                     |